# Aristolochia bullata
Aristolochia bullata Pfeifer – gatunek rośliny z rodziny kokornakowatych (Aristolochiaceae Juss.). Występuje naturalnie w Gwatemali, Honduras oraz południowym Meksyku (w stanie Guerrero).

## Morfologia
PokrójBylina pnąca o trwałych, zdrewniałych i owłosionych pędach.
LiścieMają jajowaty lub eliptyczny kształt. Mają 6–17 cm długości oraz 2–8 cm szerokości. Nasada liścia ma ścięty lub zaokrąglony kształt. Całobrzegie, z ostrym wierzchołkiem. Ogonek liściowy jest owłosiony i ma długość 1,2–1,7 cm.
KwiatyZebrane są w gronach, są wygięte. Mają czerwonopurpurową barwę i 4–6 cm długości.

## Biologia i ekologia
Rośnie w lasach wilgotnych.